# Marquesado de Clavesana
El Marquesado de Clavesana fue un antiguo estado medieval nacido de la fragmentación de los dominios de Bonifacio del Vasto. El fundador del marquesado fue Hugo, hijo de Bonifacio, que se estableció en el pueblo de Clavesana (situado en la actual región italiana del Piamonte) que convirtió en su residencia, probablemente porque era fácilmente defendible en cuanto que la parte más alta de su territorio se encuentra circundada por todas partes de inaccesibles despeñaderos llamados particali, con una altura en algunos puntos de más de 200 metros, que hacían el papel de fortaleza natural.

## Territorio
El Marquesado de Clavesana comprendía, además del pueblo, al norte las tierras y castillos de Somano, Dogliani, Monchiero, La Morra, Farigliano; al oeste Lequio y Piozzo; al sur Marsaglia; al este Mombarcaro, Gottasecca, Monesiglio, Camerana, Saliceto, Cengio, Rocchetta, Bormida y todo su territorio, el pueblo y el castillo de Millesimo, Olazza y el territorio de Cairo desde el Bormida, Carretto, Vignale y Vignarola con el castillo de Croce Ferrata y de Biestro. Además, más allá de los Apeninos comprendía, de forma compartida con los marqueses de Ceva, las tierras y castillos del valle de Ranzo y de "Coedano" (hoy valle del Neva), con el vasallaje de los señores de Pornassio y de Cosío, de Docio, de Armo hacia poniente, de Lavagna, d'Aquila y Gavenola, de Castelvecchio, de Zuccarello y Balestrino. A este marquesado se añadieron una parte de la herencia del marqués de Cortemilia, muerto sin herederos, y también Oneglia con su valle.

## Historia
Hugo murió sin herederos en 1170. Sus dominios pasaron al su hermano Anselmo, ya marqués de Ceva, que murió en 1178 dejando el marquesado de Ceva a su hijo Guillermo I y el de Clavesana a su hijo Bonifacio. La línea de los marqueses de Clavesana es, por tanto, una rama de aquella de los de Ceva.
Pero tampoco Bonifacio I tuvo herederos varones, tan solo una hija, Berta, que se había casado con su primo lejano Guillermo VI del Monteferrato, también este de estirpe alerámica (1202 0 1211) llevando como dote Mombarcaro y las tierras que los marqueses de Ceva habían heredado de Bonifacio de Cortemilia (según la ley sálica las mujeres no participaban de la herencia de las tierras que comprendían el núcleo patrimonial de la familia paterna). Tras la muerte del marqués Bonifacio (Andora, 1221), el marquesado pasó a su hermano Guillermo, que poco después se lo dejó a sus hijos: Odón I y Bonifacio II Tagliaferro.
Bonifacio II fue llamado Tagliaferro por sus empresas militares desarrolladas en 1219 al servicio de la República de Génova, cuando fue uno de los condottieri que expugnaron Ventimiglia. También Odón I emprendió carrera militar esta vez al servicio de Asti contra Alessandria en 1225. Dado que Bonifacio II Tagliaferro murió en 1268 sin dejar herederos, el marquesado de Clavesana pasó a Emanuel, tercer hijo de Odón I. Los dominios de los Clavesana se había reducido ya notablemente porque en 1228 los dos hermanos habían vendido a Génova cuatro castillos y el 16 de diciembre de 1233 Bonifacio con los cuatro hijos de Odón le cedieron sus posesiones próximas a Oneglia (Dolcedo, Porto Maurizio, Diano, es decir, el territorio entre Taggia y Cervo) y poco después Andora.
Emanuel tuvo por hijo a Odón II y este a Federico I, que adquirió el marquesado en 1324 y que se casó con Margarita de Saluzzo. Primas de Federico e hijas de Francesco, otro hijo de Emanuel, fueron Caterina, que entre el 1326 y el 1336 se casó con Enrique del Carretto, tercer hijo de Giorgio marqués de Finale y Argentia, que antes se había casado con Rafael Doria (almirante del rey de Nápoles) y después con Giacomo del Saluzzo (11 de septiembre de 1324).
Poco después inició el desmembramiento del marquesado entre los Del Carretto (que ua en 1360 utilizaron el título de "marqueses de Savona y Clavesana") y Saluzzo. A continuación de la subdivisión patrimonial entre los diversos Del Carretto, Enrque dio origen a la línea de los marqueses de Mombaldone en Piamonte mientras Zuccarello pasaba a Carlos I Diego, segundo hijo de Giorgio y hermano de Enrique. 
A los Del Carreto de Finale en cambio les correspondió Stellanello (1355?).
Los Saluzzo cedieron bien pronto su dote o herencia: Clavesana pasó a los Saboya después de 1382, Ranzo a Génova en 1386, etc.
En el momento de la muerte sin herederos del hijo de Federico I, Manuel II (1387), el marquesado, ya reducido geográficamente, cesó completamente de existir.

## Marqueses alerámicos de Clavesana
- 1142 - 1170 Hugo
- 1170 - 1178 Anselmo, marqués de Ceva
- 1178 - 1221 Bonifacio I
- 1221 - 1225  Guillermo, marqués de Ceva
- 1225 - 1233 Odón I
- 1233 - 1268 Bonifacio II Tagliaferro
- 1268 - 1297 Manuel I
- 1297 - 1324 Odón II
- 1324 - 1363 Federico I
- 1363 - 1381 Odón III
- 1381 - 1387 Manuel II